# Abralia renschi
Abralia renschi är en bläckfiskart som beskrevs av Grimpe 1931. Abralia renschi ingår i släktet Abralia och familjen Enoploteuthidae. Inga underarter finns listade i Catalogue of Life.